# Panjkov ponor-Varićakova barlangrendszer
A Panjkov ponor-Varićakova-barlangrendszer (horvátul: Duljina sustava Panjkov ponor – Varićakova, vagy Panjkov ponor – Muškinja, vagy Panjkov ponor – Kršlja) Horvátországban, a Kordun területén Rakovica és Nova Kršlja falvak közelében található.

## Története
A Panjkov ponor (magyarul Panjak víznyelője) nevét a Panjak vezetéknévről kapta, mivel így hívták annak a földnek a tulajdonosát, amelyen a barlang bejárata található. A bejárat egy 20 m magas sziklás félköríves magaslat, amelynek tövében egy alacsony, széles nyílás található. A Kršlje-barlangnak számos más neve van, amelyek azoknak a személyeknek a vezetéknevéből származnak, akik a környéken fekvő földeket birtokolták, így a Muškinja, Varićakova és Mitrovićeva pećina neveket is említik. A két barlangot 1983. november 19-én és 20-án kapcsolták egy barlangrendszerbe, amikor Hrvoje Malinar (SO PDS Velebit) és Stanko Plevnik (SO PD Željezničar) lemerült a Kršlje-barlang főcsatornájában levő szifonba (mely „az elveszett kötél szifonja” nevet kapta), és a Panjkov ponoron át jött a felszínre. A Panjkovon keresztüli kimenés oka a biztonsági kötél elvesztése volt a szifonban, amely után a szifont elnevezték.
Sokáig a Panjkov ponor-Varićakova rendszer Horvátország második leghosszabb barlangkutatási objektuma volt, több mint 11500 méterrel, de 2010 nyarának elején a harmadik helyre csúszott vissza. A šibeniki SO Sv. Mihovil és a zágrábi SO Željezničar barlangkutatói ugyanis ekkor növelték meg a Crnopacon található Kit Gaćešin–Draženova puhaljka barlangrendszer hosszúságát 11900 méter fölé. A Panjkov ponor-Varićakova špilja rendszert 2010. július 22-én 12922 m-rel ismét a második helyre hozták fel, de októberben jött a hír, hogy a Kita gaćešina barlangkutatói ismét csaknem 500 méterrel túllépték Panjkov ponor rendszerének hosszát. Csak napok kérdése, hogy e két rendszer egyike eléri és valószínűleg meg is előzi a Horvát Köztársaság leghosszabb barlangrendszerét a Đulin ponor-Medvednicát. Az utolsó, Tihomir Kovačević vezetésével 2011-ben végrhajtott expedíció végén a Panjkov Ponor-Varićakova-rendszer hossza a jelenleg ismert 13052 méterre nőtt. A fő kimeneti szifon mögött 2002 és 2011 között összesen 3147 métert tártak fel és készítettek topográfiai felmérést.